# Matthew Walker (Schauspieler, 1942)
Matthew „Matt“ Layne Walker (* 11. April 1942 in England) ist ein kanadisch-britischer Schauspieler und Synchronsprecher.

## Leben
Walker trat Mitte der 1980er Jahre als Fernseh- und Filmschauspieler in Erscheinung. 1993 war er in der Nebenrolle des Michael im Film Das Biest zu sehen.
1994 spielte er im Film Betty und ihre Schwestern die Rolle des Mr. March. 1996 mimte er die historische Rolle des Stanley Lord, Kapitän des Handelsschiffs Californian, im Drama Titanic. 2002 wirkte er als Dr. Hayes im Film Heart Attack – Die Bombe im Körper mit. Im Folgejahr spielte er eine Nebenrolle im Katastrophenfernsehfilm Weltuntergang: Das Gewitter-Inferno. 2005 folgte die Rolle des Professor Lionel Hudgens im Film Alone in the Dark. 2006 spielte er im Katastrophenfernsehfilm Eiskalt wie die Hölle die Rolle des Hershel Gillespie. 2011 folgte mit der Rolle des Rupert Crane in Doomsday Prophecy – Prophezeiung der Maya eine Besetzung in einem weiteren Katastrophenfilm. Zuletzt spielte er 2017 in einer Episode der Fernsehserie Eine Reihe betrüblicher Ereignisse mit.

## Filmografie (Auswahl)

### Schauspiel
- 1984–1989: Strandpiraten (The Beachcombers, Fernsehserien, 2 Episoden)
- 1987: Stingray (Fernsehserie, Episode 2x09)
- 1987: Unser Haus (Our House, Fernsehserie, Episode 2x04)
- 1988–1989: 21 Jump Street – Tatort Klassenzimmer (21 Jump Street, Fernsehserien, 2 Episoden, verschiedene Rollen)
- 1988: Higher Ground
- 1988: Disney-Land (Fernsehserie, Episode 33x04)
- 1989: Wir sind keine Engel (We’re No Angels)
- 1990: MacGyver (Fernsehserie, Episode 5x12)
- 1990: Glory Days (Fernsehserie, Episode 1x01)
- 1990: Babynapping – Roberts Entführung (Always Remember I Love You, Fernsehfilm)
- 1990–1991: Bordertown (Fernsehserien, 5 Episoden, verschiedene Rollen)
- 1990–1994: Neon Rider (Fernsehserien, 3 Episoden)
- 1991–1994: Northwood (Fernsehserien, 18 Episoden)
- 1992: Lightning Force (Fernsehserie, Episode 1x11)
- 1992: Alles Okay, Corky? (Life Goes On, Fernsehserie, Episode 3x20)
- 1992: Bill und Teds irre Abenteuer (Bill & Ted's Excellent Adventures, Fernsehserie, Episode 1x01)
- 1992: Der Ruf der Wildnis (Call of the Wild, Fernsehfilm)
- 1992: City Boy – Allein durch die Wildnis (City Boy, Fernsehfilm)
- 1992–1996: Highlander (Fernsehserie, 3 Episoden)
- 1993: Amy Fisher – Tödliche Lolita (The Amy Fisher Story, Fernsehfilm)
- 1993: Das Biest (The Crush)
- 1993: Cool Runnings – Dabei sein ist alles (Cool Runnings)
- 1993: Halloween Twins, jetzt hexen sie doppelt (Double, Double, Toil and Trouble, Fernsehfilm)
- 1993: The Only Way Out (Fernsehfilm)
- 1994: Der Kampf ihres Lebens (For the Love of Aaron, Fernsehfilm)
- 1994: Verraten und mißbraucht (Betrayal of Trust, Fernsehfilm)
- 1994: Begegnungen – Intersection (Intersection)
- 1994: Der letzte Paß (One More Mountain, Fernsehfilm)
- 1994: Let's Make Love Again! (Spoils of War, Fernsehfilm)
- 1994: Ein Herz für mein Baby (Heart of a Child, Fernsehfilm)
- 1994: Willenlos: Eine Frau unter Hypnose (Moment of Truth: Cult Rescue, Fernsehfilm)
- 1994: Betty und ihre Schwestern (Little Women)
- 1994–1995: Wildes Land – Die Serie (Lonesome Dove: The Series, Miniserie, 2 Episoden)
- 1994–1995: Madison (Fernsehserie, 2 Episoden)
- 1994–1997: Akte X – Die unheimlichen Fälle des FBI (The X-Files, Fernsehserie, 2 Episoden, verschiedene Rollen)
- 1995: Kaltes Feuer (Frostfire, Fernsehfilm)
- 1995: Krieg und Liebe (The War Between Us)
- 1995: Der Marshal (The Marshal, Fernsehserie, 2 Episoden)
- 1995: Das letzte Duell (Gunfighter's Moon)
- 1995–2001: Outer Limits – Die unbekannte Dimension (The Outer Limits, Fernsehserie, 4 Episoden, verschiedene Rollen)
- 1996: Wettlauf durch die weiße Hölle (The Cold Heart of a Killer, Fernsehfilm)
- 1996: Poltergeist – Die unheimliche Macht (Poltergeist: The Legacy, Fernsehserie, Episode 1x10)
- 1996: Bed & Breakfast – Die Miete zahlt der Tod (Intimate Relations)
- 1996: John Woo's Die Unfassbaren (Once a Thief, Fernsehfilm)
- 1996: Titanic (Fernsehfilm)
- 1996: Fröhliche Weihnachten Mr. Präsident (The Angel of Pennsylvania Avenue, Fernsehfilm)
- 1997: Free Willy 3 – Die Rettung (Free Willy 3: The Rescue)
- 1997: Gefangene des Hasses (Convictions, Fernsehfilm)
- 1997: Medusa’s Child – Atombombe an Bord der 737 (Medusa’s Child, Fernsehfilm)
- 1997: Misbegotten
- 1998: Ein endloser Albtraum (Nightmare Street, Fernsehfilm)
- 1998: Project Sleepwalker (Fernsehserie, Episode 1x04)
- 1998: Die Fälle der Shirley Holmes (The Adventures of Shirley Holmes, Fernsehserie, Episode 2x10)
- 1998: Henry's Cafe (Kurzfilm)
- 1998: Dead Man's Gun (Fernsehserie, Episode 2x05)
- 1998: Futuresport (Fernsehfilm)
- 1998: Stargate – Kommando SG-1 (Stargate SG-1, Fernsehserie, Episode 2x14)
- 1998–1999: Millennium – Fürchte deinen Nächsten wie Dich selbst (Millennium, Fernsehserie, 3 Episoden, verschiedene Rollen)
- 1999: Da Vinci’s Inquest (Fernsehserie, Episode 1x12)
- 1999: Night Man (Fernsehserie, Episode 2x15)
- 1999: Geheimprojekt X – Dem Bösen auf der Spur (Strange World, Fernsehserie, Episode 1x06)
- 1999: Resurrection – Die Auferstehung (Resurrection, Fernsehfilm)
- 1999: Wunder mit Handicap (Miracle on the 17th Green, Fernsehfilm)
- 1999: The Magician's House  (Fernsehserie, Episode 1x01)
- 1999–2000: Hope Island (Fernsehserie, 22 Episoden)
- 2000: High Noon (Fernsehfilm)
- 2000: Fionas Website (So Weird, Fernsehserie, Episode 3x06)
- 2000: Call of the Wild (Fernsehserie, 2 Episoden)
- 2000–2001: Mysterious Ways (Fernsehserie, 3 Episoden)
- 2001: Seven Days – Das Tor zur Zeit (Seven Days, Fernsehserie, Episode 3x12)
- 2001: Blackwoods
- 2001: MythQuest (Fernsehserie, 9 Episoden)
- 2001: Spy Game – Der finale Countdown (Spy Game)
- 2001: Crazy Christmas – Weihnachten bei Santa Claus (Twice Upon a Christmas, Fernsehfilm)
- 2001–2005: Auf kalter Spur (Cold Squad, Fernsehserie, 3 Episoden, verschiedene Rollen)
- 2002: Heart Attack – Die Bombe im Körper (Dead in a Heartbeat, Fernsehfilm)
- 2002: Andromeda (Fernsehserie, Episode 2x20)
- 2002: The New Beachcombers (Fernsehfilm)
- 2002: Taken (Miniserie, Episode 1x05)
- 2003: Gelegenheit macht Liebe (A Guy Thing)
- 2003: Just Cause (Fernsehserie, Episode 1x14)
- 2003: One last Dance
- 2003: Eden's Curve
- 2003: Weltuntergang: Das Gewitter-Inferno (Lightning: Bolts of Destruction, Fernsehfilm)
- 2003: Jeremiah – Krieger des Donners (Fernsehserie, Episode 2x12)
- 2004: Das fremde Gesicht (I'll Be Seeing You, Fernsehfilm)
- 2004: Ginger Snaps III – Der Anfang (Ginger Snaps Back: The Beginning)
- 2004: Stargate Atlantis (Stargate: Atlantis, Fernsehserie, Episode 1x14)
- 2005: Alone in the Dark
- 2005: Saving Milly (Fernsehfilm)
- 2005: Young Blades (Fernsehserie, Episode 1x08)
- 2005: FBI – Die Vermittlerin (FBI: Negotiator, Fernsehfilm)
- 2005: Terminal City (Fernsehserie, Episode 1x03)
- 2005: Reunion (Fernsehserie, Episode 1x04)
- 2006: Prairie Giant: The Tommy Douglas Story (Miniserie, 2 Episoden)
- 2006: Eiskalt wie die Hölle (Absolute Zero, Fernsehfilm)
- 2006: The Critic (Kurzfilm)
- 2006: Chaos unterm Weihnachtsbaum (Christmas in Wonderland)
- 2006: The Evidence (Fernsehserie, Episode 1x05)
- 2006: Blade – Die Jagd geht weiter (Blade: The Series, Fernsehserie, Episode 1x06)
- 2006: Wicker Man – Ritual des Bösen (The Wicker Man)
- 2006: Unnatural & Accidental
- 2006: Nachts im Museum (Night at the Museum)
- 2007: Stargate – Kommando SG-1 (Stargate SG-1, Fernsehserie, 4 Episoden)
- 2007: Smallville (Fernsehserie, Episode 6x12)
- 2007: My Baby Is Missing (Fernsehfilm)
- 2007: Blood Ties – Biss aufs Blut (Blood Ties, Fernsehserie, Episode 1x12)
- 2007: Die Ermordung des Jesse James durch den Feigling Robert Ford (The Assassination of Jesse James by the Coward Robert Ford)
- 2007: Nightwatching – Das Rembrandt-Komplott (Nightwatching)
- 2007: Masters of Science Fiction (Miniserie, Episode 1x05)
- 2008: Stargate: The Ark of Truth – Die Quelle der Wahrheit (Stargate: The Ark of Truth)
- 2008: Sanctuary – Wächter der Kreaturen (Sanctuary, Fernsehserie, Episode 1x04)
- 2008: Lipstick Jungle (Fernsehserie, Episode 2x04)
- 2009: Last Impact – Der Einschlag (Impact, Miniserie, 2 Episoden)
- 2010: Hiccups (Fernsehserie, Episode 1x06)
- 2011: R. L. Stine’s The Haunting Hour (Fernsehserie, Episode 1x11)
- 2011: Doomsday Prophecy – Prophezeiung der Maya (Doomsday Prophecy, Fernsehfilm)
- 2012: Mr. Young (Fernsehserie, Episode 3x06)
- 2016: The Boy
- 2017: Eine Reihe betrüblicher Ereignisse (A Series of Unfortunate Events, Fernsehserie, Episode 1x03)

### Synchronisationen
- 1998: Master Keaton (Master Keaton/MASTERキートン, Zeichentrickserie)